# Подобные матрицы
Подо́бные ма́трицы — квадратные матрицы одинакового порядка, связанные соотношением {\displaystyle B=P^{-1}AP,} где P — невырожденная матрица  того же порядка.

## Определения
Квадратные матрицы A и B одинакового порядка называются подобными, если существует такая невырожденная матрица P того же порядка, что
{\displaystyle B=P^{-1}AP.}
Подобные матрицы получаются при задании одного и того же линейного преобразования матрицей в разных координатных системах; при этом матрица Р является матрицей перехода от одной системы к другой.
Если две матрицы подобны, то говорят, что одна из матриц может быть получена преобразованием подобия из другой. Если при этом одна из матриц диагональная, то про вторую матрицу говорят, что она может быть диагонализована.

## Свойства
Отношение подобности матриц является отношением эквивалентности в пространстве квадратных матриц.
У подобных матриц совпадают многие характеристики, а именно:
- ранг;
- определитель;
- след;
- собственные значения (но собственные векторы могут не совпадать);
- характеристический многочлен;
- Жорданова форма с точностью до перестановки клеток.

Можно доказать, что любая матрица A подобна AT.

## Канонические формы подобных матриц
Часто возникает вопрос, насколько сильно можно упростить вид заданного линейного преобразования путём замены базиса (т.е. системы координат). Поскольку получающиеся при этом матрицы подобны, то это то же самое, что и поиск некоторой канонической формы матрицы в классе эквивалентности матриц, подобных матрице этого линейного преобразования.
Простейшей такой формой была бы, конечно, диагональная матрица, но не все матрицы могут быть приведены к диагональному виду (важное исключение составляют симметричные действительные и эрмитовы матрицы, которые всегда могут быть диагонализованы).
Существует несколько более сложных канонических форм матриц, к которым может быть приведена любая матрица преобразованием подобия:
- Жорданова нормальная форма
- Фробениусова нормальная форма